# Distretto di Ucuncha
Il distretto di Ucuncha  è uno dei sei distretti della provincia di Bolívar, in Perù. Si trova nella regione di La Libertad e si estende su una superficie di  98,41 chilometri quadrati.